# Mini Anden
Mini Anden, właśc. Susanna Andén (ur. 13 lutego 1978 w  Sztokholmie) – szwedzka modelka, aktorka, okazjonalny gospodarz programów i producentka. W Polsce znana z tytułu „twarzy” firmy Cubus.

## Agencje
- Elite Model Management – New York
- T Model Management
- Mikas – Stockholm
- Action Management
- IMG Models – New York
- Iconic Management

## Filmografia i występy w serialach
- Trend Watch (2003) – jako gospodarz
- Bufoon (2003) – jako kierownik produkcji
- Point&Shoot (2004) – jako Mini
- Ocean’s Twelve (2004) – jako supermodelka
- Au suivant! (2005) – jako żona Rileya
- Serce nie sługa (Prime) (2005) – jako Susie
- Agenci NCIS (N.I.C.S) (2005) – jako Hannah Bressling
- Detektyw Monk (Monk) (2006) – jako Natasia Zorelle
- Brzydula Betty (Ugly Betty) (2006) – jako Aerin
- Fashion House (2006) – jako Tania Ford
- Dirt (2007) – jako współgwiazda Holta
- Ekipa (Entourage) (2007) – jako Samantha
- Shark (2007) – jako Katie Paget
- Chuck (2007) – jako Carina
- Sposób użycia (Rules Of Engagement) (2008) – jako Melissa
- Dziewczyna mojego kumpla (My Best Friend’s Girl) (2008) – Lizzy
- Moje chłopaki (My Boys) (2008) – jako Elsa
- Jaja w tropikach (Tropic Thunder) (2008) – jako Krista
- Załoga G (G-Force) (2009) – jako Christa
- Knight Rider (2009) – jako hostessa klubowa
- Narzeczony mimo woli (The Proposal) (2009) – jako Simone
- Mechanik (The Mechanic) (2011) – Sarah